# 1995 en Suisse
Chronologie de la Suisse
- 1991
- 1992
- 1993
- 1994
- 1995
- 1996
- 1997
- 1998
- 1999

## Gouvernement au1erjanvier 1995
- Conseil fédéral[1] :
  - Kaspar Villiger, (PRD/LU), président de la Confédération
  - Jean-Pascal Delamuraz, (PRD/VD), vice-président de la Confédération
  - Arnold Koller, (PDC/AI)
  - Otto Stich, (PS/SO)
  - Flavio Cotti, (PDC/TI)
  - Adolf Ogi, (UDC/BE)
  - Ruth Dreifuss, (PS/GE)

## Évènements

### Janvier
Dimanche 1er janvier 
- Le Papiliorama de Marin (NE) est totalement détruit par un incendie.

 Mardi 17 janvier 
- Visite officielle du chancelier autrichien Franz Vranitzky.

 Lundi 30 janvier 
- Le Conseil fédéral porte son choix sur le projet de Neuchâtel en vue de l’Expo 2001. Le Temps ou la Suisse en mouvement se déroulera autour des trois lacs de Neuchâtel, Bienne et Morat et impliquera la participation de cinq cantons et de quatre villes.

### Février
Lundi 13 février 
- Liquidation de la fabrique de skis Authier, à Bière (VD). La centaine d'ouvriers qu’elle employait étaient au chômage depuis décembre 1994.

 Mardi 14 février 
- Fermeture à Zurich de la gare du Letten, qui fut durant plusieurs années une scène ouverte de la drogue.

 Dimanche 19 février 
- Élections cantonales à Bâle-Campagne. Les cinq conseillers d'État sortants sont réélus. Il s’agit d’Elsbeth Schneider (PDC) Eduard Belser (PSS), Peter Schmid (PSS), Hans Fünfschilling (PRD) et Andreas Koellreuter (PRD).

### Mars
Mercredi 1er mars 
- Une quatrième chaîne de télévision commence ses émissions sous le nom de Suisse 4.

 Jeudi 9 mars 
- Le groupe Von Roll annonce la fermeture de l’aciérie Monteforno à Bodio.

 Dimanche 12 mars 
- Votations fédérales. Le peuple rejette, par 866 107 non (50,9 %) contre 836 215 oui (49,1 %), l’initiative populaire pour une agriculture paysanne compétitive et respectueuse de l'environnement.
- Votations fédérales. Le peuple rejette, par 1 078 434 non (63,5 %) contre 620 918 oui (36,5 %), l’arrêté sur l'économie laitière.
- Votations fédérales. Le peuple rejette, par 1 126 721 non (66,4 %) contre 569 950 oui (33,6 %), la modification de la loi fédérale sur l’agriculture.
- Votations fédérales. Le peuple approuve, par 1 390 831 oui (83,4 %) contre 277 225 non (16,6 %), l’arrêté fédéral instituant un frein aux dépenses.

 Mercredi 15 mars 
- Visite officielle du président chilien Eduardo Frei.

 Jeudi 16 mars 
- Décès, à Morges, du compositeur Heinrich Sutermeister.

 Vendredi 17 mars 
- Décès du biologiste bâlois Rudolf Geigy, l'un des fondateurs de l'Institut tropical suisse.

 Jeudi 23 mars 
- Le groupe pharmaceutique Sandoz annonce qu'il cesse ses activités dans le domaine de la chimie traditionnelle pour se concentrer sur la santé et de la nutrition.

### Avril
Samedi 1er avril 
- Pour la quatrième fois de son histoire, le HC Kloten devient champion de Suisse de hockey-sur-glace.

 Dimanche 2 avril 
- Élections cantonales à Zurich. Eric Honegger (PRD), Ernst Buschor (PDC), Ernst Homberger (PRD), Moritz Leuenberger (PSS), Hans Hofmann (UDC), Rita Fuhrer (UDC) et Verena Diener (Les Verts) sont élus au premier tour de scrutin.
- Élections cantonales au Tessin. Marco Borradori (LEGA), Marina Masoni Pelloni (PRD), Giuseppe Buffi (PRD), Alex Pedrazzini (PDC) et Pietro Martinelli (PSS) sont élus au Gouvernement cantonal.
- Élections cantonales à Lucerne. Klaus Fellmann (PDC), Brigitte Mürner-Gilli (PDC), Ulrich Fässler (PRD), Kurt Meyer (PDC), Anton Schwingruber (PDC)  et Max Pfister (PRD) sont élus au Gouvernement cantonal lors du premier tour de scrutin.

 Vendredi 7 avril 
- Inauguration de l'Institut Kurt Bösch à Bramois (VS).

 Vendredi 28 avril 
- Inauguration de l'Office fédéral des télécommunications (OFCOM) à Bienne.

### Mai
Jeudi 4 mai 
- Signature d’une alliance entre Swissair et Sabena. Swissair rachète 49,5 % du capital de la compagnie belge.

 Dimanche 7 mai 
- Kaspar Villiger, président de la Confédération, présente les excuses du Conseil fédéral pour le J apposé dans les passeports juifs à l'époque nazie.
- Élections cantonales à Lucerne. Élu lors du deuxième tour, Paul Huber (PSS) conserve son siège au Conseil d'État.

 Jeudi 18 mai 
- Décès à Genève, à l’âge de 93 ans, du compositeur André-François Marescotti.

 Vendredi 19 mai 
- Vernissage de l'exposition consacrée au peintre d'origine russe Nicolas de Staël à la Fondation Pierre Gianadda à Martigny.

 Jeudi 25 mai 
- Décès à Môtier (FR), à l’âge de 73 ans, de l’auteur de romans policiers Marcel-Georges Prêtre.

### Juin
Vendredi 2 juin 
- Démission de l'évêque de Bâle, Jean-Georges Vogel, qui annonce une future paternité.

 Mardi 13 juin 
- Le FC Grasshopper s’adjuge, pour la vingt-troisième fois de son histoire, le titre de champion de Suisse de football.

 Jeudi 22 juin 
- Le Russe Pavel Tonkov remporte le Tour de Suisse cycliste.

 Dimanche 25 juin 
- Votations fédérales. Le peuple approuve, par 1 110 053 oui (60,7 %) contre 718 349 non (39,3 %), le projet de loi fédérale sur l'assurance-vieillesse et survivants (LAVS) (10e révision de l'AVS).
- Votations fédérales. Le peuple rejette, par 1 307 302 non (72,4 %) contre 499 266 oui (27,6 %), l'initiative populaire « pour l'extension de l'AVS et de l'AI ».
- Votations fédérales. Le peuple rejette, par 962 702 non (53,6 %) contre 834 673 oui (46,4 %), le projet de loi fédérale sur l'acquisition d'immeubles par des personnes à l'étranger.

 Lundi 26 juin 
- Le conseiller fédéral Arnold Koller et le président de la Confédération Kaspar Villiger présentent le projet d’une nouvelle Constitution.

 Vendredi 30 juin 
- La division des produits chimiques du groupe bâlois Sandoz devient indépendante sous le nom de Clariant.

### Juillet
Jeudi 13 juillet 
- Installation du télescope de Saint-Luc (Valais).

### Août
Mercredi 30 août 
- Le conseiller fédéral Otto Stich annonce sa démission.

### Septembre
Mardi 12 septembre 
- Visite d'État du président allemand Roman Herzog.

 Mercredi 13 septembre 
- Ouverture du 76e Comptoir suisse, à Lausanne. En raison des réactions de plusieurs ONG, les organisateurs ont renoncé à accueillir le Pakistan comme hôte d’honneur.

 Mercredi 27 septembre 
- Moritz Leuenberger est élu au Conseil fédéral, en remplacement de Otto Stich, démissionnaire.
- Inauguration du nouveau siège du Haut Commissariat des Nations unies pour les réfugiés à Genève.

### Octobre
Mardi 3 octobre 
- Ouverture de l’exposition Telecom 95 à Genève.
- Mise en circulation du nouveau billet de 50 francs, orné du portrait de Sophie Taeuber-Arp.

 Samedi 7 octobre 
- Sur la place Fédérale à Berne, 12 000 manifestants antinucléaires demandent la cessation immédiate des essais atomiques français et chinois. Ils prient les autorités helvétiques de mettre un terme à tout commerce militaire et nucléaire avec ces deux États.

 Dimanche 22 octobre 
- Élections fédérales. Le PSS sort vainqueur du renouvellement de la chambre du peuple. Il gagne 12 sièges et, avec 54 mandats, il forme le groupe le plus important du Conseil national. L’UDC gagne 4 sièges (29 élus), le  PRD gagne 1 siège (45 élus) et le  PDC perd 2 sièges (34 élus). Les Verts et les petits partis sont les perdants de ces élections fédérales.

### Novembre
Mercredi 1er novembre 
- Décès à Montréal, de l’architecte Paul Zumthor.

 Mercredi 15 novembre 
- Migros ouvre à Lörrach sa première filiale allemande.

 Dimanche 26 novembre 
- Élection complémentaire à Zurich. Rolf Gerber (UDC) est élu pour occuper le siège laissé vacant par l'élection de Moritz Leuenberger au Conseil fédéral.

 Mercredi 29 novembre 
- Décès à Berne de l'ancien conseiller fédéral Nello Celio.

 Jeudi 30 novembre 
- Le tribunal de district de Saint-Gall acquitte Paul Grüninger, ancien commandant de la police cantonale, condamné en 1940 pour avoir aidé des réfugiés juifs durant la Seconde Guerre mondiale.

### Décembre
Vendredi 15 décembre 
- Le Comité olympique suisse désigne la ville de Sion comme candidate à l'organisation des Jeux olympiques d'hiver 2006.